# Делок, Вячеслав Азметович
Вячеслав Азметович Делок (род. 1 января 1982) — российский самбист и дзюдоист, призёр чемпионатов России по самбо и дзюдо, мастер спорта России международного класса.

## Спортивные результаты
- Чемпионат Европы по дзюдо среди юниоров 2001 года — :
- Чемпионат России по дзюдо среди юниоров 2002 года — ;
- Чемпионат России по дзюдо 2004 года — ;
- Чемпионат России по самбо 2008 года — .